# Мота Камастра
Мота Камастра (итал. Motta Camastra) је насеље у Италији у округу Месина, региону Сицилија.
Према процени из 2011. у насељу је живело 587 становника. Насеље се налази на надморској висини од 439 м.

## Становништво
Према резултатима пописа становништва 2011. у општини је живело 882 становника.
| 1931. | 1936. | 1951. | 1961. | 1971. | 1981. | 1991. | 2001. | 2011. |
| ----- | ----- | ----- | ----- | ----- | ----- | ----- | ----- | ----- |
| 2.319 | 2.353 | 2.009 | 1.705 | 1.331 | 1.078 | 965   | 867   | 882   |